# 今平周吾
今平 周吾（いまひら しゅうご、1992年10月2日 - ）は、日本のプロゴルファー。埼玉県入間市出身。所属契約はロピア。

## 略歴
9歳の時にゴルフを始め、入間市立仏子小学校から入間市立西武中学校へ進み、中学時代の2006年、2007年に関東ジュニアゴルフ選手権2年連続優勝をはたす。埼玉栄高等学校の1年生であった2008年に、日本ジュニアゴルフ選手権競技（男子15歳-17歳の部）で松山英樹を破り優勝。翌2009年に同高校を中退し、アメリカ・フロリダ州のIMGアカデミーに留学。同年には全米ジュニアゴルフ選手権でベスト8に入った。今平は留学した理由について「PGAツアーに憧れて」「高いレベルと良い練習環境の中でゴルフに取り組みたい」と説明している。
同アカデミーで2年間修業した後の2011年にプロ転向し、日本ゴルフツアー機構（JGTO）のクオリファイングトーナメントに出場。2012年にJGTOチャレンジトーナメントデビュー。2014年に行われた『HEIWA・PGM ChallengeI〜Road to CHAMPIONSHIP』では、西村匡史・谷昭範とのプレーオフを制し、チャレンジトーナメントで初優勝した。同年は『JGTO Novil FINAL』でも優勝し、年間2勝・年間獲得賞金7,444,288円でチャレンジツアーの賞金王となり、翌2015年のレギュラーツアー出場権を得た。
2015年は自身初めてレギュラーツアーにフル参戦し『全英への道 ミズノオープン』で初のトップ10入りを果たすと、7月には『長嶋茂雄Invitational セガサミーカップゴルフトーナメント』で首位岩田寛と1打差の2位に入った。結局この年は賞金ランク24位で、初めて来季賞金シードを獲得し、12月にはGTPAルーキー・オブ・ザ・イヤーに選ばれた。また、PGAのトーナメントプレーヤー会員(TP)となった。
2016年は1月に『SMBCシンガポールオープン』に出場する予定だったが、腰痛により急遽欠場。完治しないままシーズンインすることになったが、5月の『全英への道 ミズノオープン』で2位タイに入り、『全英オープン』の出場権を獲得した。7月に行われた全英オープンでは初日12位タイにつけるが、2日目は不調で予選落ちした。最終的に賞金ランクは10位であったが、優勝することはできなかった。9月26日には株式会社レオパレス21とスポンサー契約を締結し、2020年12月まで同社が展開する「レオパレスリゾート グアム」の所属となることを発表した。
2017年は5月に『関西オープンゴルフ選手権競技』で4日間首位をキープしたままツアー初優勝した。これは日本人では2009年に『日本プロゴルフ選手権大会』で優勝した池田勇太以来の出来事となる。同月には『全米オープン最終予選』で『全米オープン』の出場権を獲得しが5オーバーで予選落ち。この年の賞金ランクは6位で、獲得賞金は初めて1億円を超えた。
2018年は『ブリヂストンオープンゴルフトーナメント』で優勝。年間でわずか1勝ながらも初の賞金王を獲得した。年間1勝での賞金王は1976年の青木功以来ツアー史上2人目。
2019年は『ブリヂストンオープンゴルフトーナメント』と『ダンロップフェニックストーナメント』で2勝。ただし、いずれも“最終日が天候不良で競技中止となり、日程短縮競技での優勝”という異例の状況であったため、今平自身も「優勝じゃないような気がする」と複雑な表情であった。また、海外メジャー全4試合に出場したがすべて予選落ちし、一度も決勝ラウンドに進めなかった。しかし、シーズンを通しては前年に続いて2度目の賞金王を獲得した。27歳67日での複数回賞金王達成は、尾崎将司を抜いて史上最年少記録となる。
2020年、9月に行われた『全米オープン』で予選を突破し、自身初の海外メジャー大会決勝ラウンド進出となった(61位タイ)。11月に行われた『マスターズ・トーナメント』でも決勝ラウンドに進出し、44位タイの成績を残した。
2021年、9月に「ダイヤ株式会社（ダイヤゴルフ）」と所属契約を結ぶ。同月の『フジサンケイクラシック』でツアー5勝目を挙げる。
2022年、2月25日「GOLFZON Japan株式会社」とスポンサー契約。『アジアパシフィックオープンダイヤモンドカップ』でツアー6勝目を挙げ、『全英オープン』出場権を手にした。　翌週の『ゴルフパートナーPRO-AMトーナメント』でも 近藤智弘、大槻智春とのプレーオフを制し、2週連続優勝を果たした。同年5月5日に、会社員の一般女性と結婚した。
2023年の開幕戦『東建ホームメイトカップ』は2打差4位タイから出てノーボギーの「63」で回り、通算20アンダーでツアー通算8勝目を挙げ、シーズン連続優勝記録を6季に伸ばした。同年11月『三井住友VISA太平洋マスターズ』は単独首位から出た最終ラウンドをイーブンパーの70で回り、通算12アンダーで今季2勝目、通算9勝目を挙げる。
2024年、今季より食品スーパーマーケットの「ロピア」と所属契約を結んだ。前所属の「ダイヤ株式会社」とはスポンサー契約を締結。10月「日本オープン」で首位と1打差の3位から出て5バーディー、3ボギーの68で回り通算4アンダーで逆転優勝し、通算10勝目を国内メジャー初タイトルで飾った。この優勝で歴代4位となる初優勝から7季連続優勝を達成。埼玉県出身者の日本オープン制覇は初となった。

## プロ優勝（10）

### 日本ツアー優勝（10）
| No. | Date           | Tournament                                          | 優勝スコア              | 2位との差  | 2位                                            |
| --- | -------------- | --------------------------------------------------- | ----------------------- | ---------- | ---------------------------------------------- |
| 1   | 21 May 2017    | 関西オープンゴルフ選手権競技                        | −9 (67-69-69-70=275)    | 6 strokes  | 片岡大育                                       |
| 2   | 21 Oct 2018    | ブリヂストンオープンゴルフトーナメント              | −16 (70-65-67-66=268)   | 1 stroke   | 川村昌弘                                       |
| 3   | 11 Oct 2019    | ブリヂストンオープンゴルフトーナメント              | －11（64-67=131）       | 1 stroke   | S・ハン                                        |
| 4   | 23 Nov 2019    | ダンロップフェニックストーナメント                  | －10（65-72-66=203）    | 2 strokes  | 黄重坤                                         |
| 5   | 5 Sep 2021     | フジサンケイクラシック                              | －10（71-69-68-64=272） | 4 strokes  | 池上憲士郎                                     |
| 6   | 15 May 2022    | アジアパシフィックオープン ダイヤモンドカップゴルフ | －8（66-69-69-68=272）  | 1 strokes  | 鈴木晃祐 (アマチュア) 岩田寛 大西魁斗 桂川有人 |
| 7   | 22 May 2022    | ゴルフパートナーPRO-AMトーナメント                  | －22（65-67-61-65=258） | プレーオフ | 近藤智弘 大槻智春                              |
| 8   | 2 Apr 2023     | 東建ホームメイトカップ                              | －20（64-66-71-63=264） | 2 strokes  | 星野陸也                                       |
| 9   | 12 Nov 2023    | 三井住友VISA太平洋マスターズ                        | －12（67-66-65-70=268） | 1 strokes  | 吉田泰基                                       |
| 10  | 2024年10月13日 | 日本オープンゴルフ選手権競技                        | −4 (66-72-70-68=276)    | 1打差      | 木下稜介                                       |

#### プレーオフ記録（1-0）
| No. | 年     | 大会                               | 対戦相手          | 内容 |
| --- | ------ | ---------------------------------- | ----------------- | --- |
| 1   | 2022年 | ゴルフパートナーPRO-AMトーナメント | 近藤智弘 大槻智春 | プレーオフ1ホール目、今平2オン2パットのパー、近藤3オン1パットのパー、大槻3オン2パットのボギー プレーオフ2ホール目、今平2オン1パットのバーディ、近藤2オン1パット目を外し、今平の優勝。 |

### AbemaTVツアー優勝（2）
- 2014 Heiwa PGM Challenge I Road to Championship, JGTO Novil Final